# Ana María Miranda (cantante)
Ana María Miranda Urbina (Santiago, 21 de marzo de 1949) es una cantautora e activista política chilena, viuda del compositor Sergio Ortega y madre de su hijo Chañaral Ortega-Miranda.

## Biografía
Ana María Miranda nació en 1949 a padres Braulio Arturo Miranda Carvacho y Ana Olga Albertina Urbina Verdugo, una pareja de maestros primarios. Se juntó al Coro Sinfónico de la Universidad de Chile entre 1968 y 1970, y estudió publicidad en la Universidad Técnica del Estado. 
Ella trabajó en la Jefatura Administrativa en el Ministerio de Educación durante el gobierno de Salvador Allende, donde conoció a Sergio Ortega, compositor chileno. Más adelante, ella se casó con el y tuvo su único hijo, Chañaral Ortega-Miranda, otro compositor chileno.
Después del golpe de Estado en Chile de 1973, se mudó a Francia, donde  grabó varios temas en el exilio, algunos con la colaboración de Ortega y de Claudio Iturra.
Volvió a Chile en 1978, y se juntó a la resistencia armada en Chile, cantando en poblaciones, cárceles, y festivales. Aquí es cuando colaboró en el disco Chile ríe y canta junto a René Largo Farías y publicó su primer disco, Miranda al Frente, cual dedicó al Frente Patriótico Manuel Rodríguez.
En 1988, ayudó a fundar el Movimiento Dignidad y Justicia. En 1993, participó en un espectáculo con Ortega cantando La Gran Traición en el Teatro Universidad de Chile.
En 2001, fue candidata a diputada, representando el Distrito 17. Recibió 3.735 votos (5,42%).
En 2005, dos años tras la muerte de Sergio Ortega, grabó el disco Arderá al Viento tu Canción en su honor.
Actualmente reside en Buenos Aires, Argentina.

## Discografía
- 1987 - Miranda al Frente
  1. Soy mujer
  2. Que No Se Los Lleve El Humo
  3. Yo Te Nombro Libertad (originalmente interpretado por Gian Franco Pagliaro)
  4. Chile Resistencia (originalmente interpretada por Inti-Illimani)
  5. Himno de Las Milicias Rodriguistas
  6. Himno del Frente Patriótico Manuel Rodríguez (originalmente interpretado por Inti-Illimani y Patricio Manns)
  7. El Miliciano
  8. Libre Vendrás
  9. Y Va A Caer
  10. Por Ti Juventud (originalmente interpretada por Ismael Durán)
  11. Canción Por La Vida (originalmente interpretada por Pato Valdivia)
- 2005 - Arderá al Viento tu Canción
  1. Los Pájaros perdidos
  2. El Banderón
  3. Naranjo en flor
  4. Chanson des vieux amants
  5. Milonga de la anunciación
  6. Juana de Calama
  7. El último café
  8. Canción Posible
  9. Soneto
  10. A un semejante
  11. Gracias a pesar de todo
  12. Barcarola
  13. Volverás